# خيم الحصاة
خيم الحصاة، هي قرية من فئة (ب) تقع في محافظة الرين، والتابعة لمنطقة الرياض في السعودية. وتبعد خيم الحصاة عن محافظة الرين بمسافة تقارب () كم.